# Ghiacciaio Gordon
Il ghiacciaio Gordon è un ghiacciaio lungo almeno 24 miglia nautiche (44 km), che fluisce in direzione nord partendo dal Passo Crossover, attraversa la Catena di Shackleton per confluire alla fine nel ghiacciaio Slessor,  nella Terra di Coats in Antartide.
Fu mappato per la prima volta nel 1957 dalla Commonwealth Trans-Antarctic Expedition (CTAE) e ricevette questa denominazione in onore di George Patrick Pirie-Gordon, 15º Laird of Buthlaw (morto il 4 aprile 2011), che era membro del "Committee of Management" e tesoriere della CTAE tra il 1955 e il 1958.